# Adolphe Combanaire
Adolphe Combanaire est un écrivain français né le 15 novembre 1859 à Châteauroux où il est mort le 22 juillet 1939.

## Biographie
Cet auteur, « doté de tous les défauts de l’humanité, à l’exception de la peur » est le fils d'Eugène Combanaire et de Julie Dechaudat, aubergistes, qui tiennent à Châteauroux l’Hostellerie du Chêne-Vert, sur la place La Fayette. Le jeune Adolphe, destiné au commerce, est envoyé à Londres pour y apprendre l’anglais (une idée pas très commune pour l’époque). S’ennuyant sans doute à Londres, il saute dans un bateau et débarque à New York, où il décroche un brevet d’ingénieur électricien. Revenu en France à sa conscription, il sauve (en passant) deux personnes d’un incendie à Paris et il se porte bientôt volontaire pour la guerre au Tonkin. À partir de 1885, il est ingénieur dans une compagnie parisienne d’éclairage électrique. Là aussi, il s’ennuie, et il occupe ses loisirs à mettre en scène des pièces à succès au Théâtre des Variétés. Comme si cela ne suffisait pas, il suit aussi les cours des Arts et métiers. C’est là qu’il se découvre une passion incontrôlable pour la gutta-percha, une résine extraite d’un arbre qui pousse en Malaisie, qui est à l’époque indispensable à l’isolation des câbles sous-marins. Et le voilà parti pour plus de vingt ans de voyages en Asie, de mai 1891 à août 1914, rôdant « dans un périmètre de cinq cents lieues autour de Singapour », séjournant dans les îles indonésiennes et la péninsule malaise, sur les côtes du Siam, puis dans le sud de la Birmanie. Une demi-douzaine d’ouvrages s’inspirent de cette période riche en péripéties, récits d’aventures mais aussi travaux plus scientifiques sur le Siam et le Cambodge.
Combanaire a l’esprit d’entreprise. Ayant remarqué que l’hévéa pousse plus vite à Sumatra qu’au Brésil, il rapporte des Indes néerlandaises, à l’insu des autorités, des graines d’hévéa qui, dès 1893, seront pour partie à l’origine des plantations de l’Indochine française. En 1894, il découvre des « gisements » de gutta-percha dans le nord de Sumatra, manque laisser sa peau dans la guerre que les Hollandais y mènent contre les gens d’Aceh, et invente deux nouveaux procédés de fabrication du caoutchouc. Lors d’un retour en France, il monte des usines, mais l’invention de la télégraphie sans fil le met sur la paille. Il s’intéresse ensuite à l’étain, réalisant quelques beaux bénéfices, puis rentre en France « pour en dépenser joyeusement la plus grande partie ». Ensuite, c’est le pétrole, et il participe à la découverte des gisements qui feront la fortune du rajah de Sarawak.
Hong Kong, Shanghai, séjour à Yokohama et retour en France via Honolulu, San Francisco, Chicago et New York. Un grand tour du monde, et Adolphe aux belles moustaches repart en 1899 pour traverser Bornéo. Une grande randonnée de ce que nous pourrions appeler de l’espionnage commercial, mais pas aussi facile que Combanaire semblait le penser au départ. Il a de la chance, il s’en tire.
Après quelques mois en France, après 1900, le voici exploitant le guano de chauve-souris dans le golfe de Siam, puis les nids d’hirondelles, le cuivre, l’or, les huîtres perlières. Est-ce le succès qui lui échappe, ou son goût du changement et du risque ? Peut-être à cause de ces activités, il semble entretenir des relations plutôt aigres avec les milieux coloniaux français. Il gardera une dent contre ces marchands dont les machinations ternissent une certaine idée de la France qu’il claironne alentour.
Vers 1905-1910, il remonte le Mékong sur plus de 2 000 km, s’égare en forêt dans les montagnes entre Annam et Cambodge, marche 200 km sans nourriture, et tombe in extremis sur un poste militaire. En 1914, au moment où explose la Grande Guerre, il est au Siam, exploitant le teck. Il a presque 55 ans, mais il s’engage volontaire au 95e d'Infanterie. Très vite, il est blessé deux fois et son bras droit broyé dans une action héroïque, puis amputé, lui vaut la Médaille militaire. Après sa convalescence à Nice en 1915, on lui propose le poste de gouverneur du Cameroun, qu’il refuse par mépris des affairistes coloniaux de Bordeaux. C’en est fini de la vie d’aventurier. Il voyage encore un peu en Europe (Italie et Espagne), mais surtout il écrit, mémoires d’enfance et de guerre et pamphlets politiques, pour certains probablement à compte d’auteur. Une notice biographique insérée en 1936 dans l’un de ses derniers livres le décrit à 77 ans cultivant son jardin à Châteauroux (Indre) et préparant un ouvrage sur les grands fauves. Elle signale aussi sa distinction de Grande médaille d’or de la Société des études indochinoises (Saïgon) et ses qualités de Président honoraire des Médaillés militaires de l’Indre, de Président d’honneur des Anciens Poilus de l’Indre du 95e régiment d'Infanterie et de Doyen des Très Vieux Poilus de l’Association des écrivains-combattants.
Adolphe Combanaire, resté célibataire, meurt le 22 juillet 1939. Sa tombe se trouve au cimetière Saint-Denis de Châteauroux.

## Ouvrages
- Au pays des coupeurs de têtes. À travers Bornéo, Paris, Plon-Nourrit & Cie, (1902), 389 p. ; réédité en 1993, Singapour, Édition Pagodes, 1993, 319 p.
- La Vérité sur la Cochinchine et sur la mission du lieutenant-colonel Bernard, Saïgon, Schneider, 1909, 30 p.
- Mensonges et vautours coloniaux. L'Indo-Chine en déliquescence, Châteauroux, 1910, 218 p.
- En détresse dans les forêts cambodgiennes, Librairie Dewez [ca. 1905-1910].
- Le Prospecteur d’or, Librairie Dewez, s.d.
- Exploration scientifique et monographie des régions françaises du golfe de Siam, s.l.n.d., Librairie Schneider.
- Les Temps préhistoriques du Cambodge et de la région d’Angkor, Librairie Schneider (ex-libris de bibliophiles), s.d.
- Vers la gloire ! En avant, marche !, Malakoff, Durassié, 1936, 146 p.
- Châteauroux pendant la guerre de 1870, Châteauroux, Librairie Badel, s.d.
- Révélations sur les grands fauves, s.l.n.d.